# فاهرودن ميليتش
فاهرودن ميليتش مواليد 22 يوليو 1984 في صربيا، هو لاعب كرة يد مونتينيغري يلعب كجناح أيمن. يلعب حاليا مع نادي باريس سان جيرمان لكرة اليد ويحمل الرقم 4. مثل منتخب الجبل الأسود لكرة اليد.

## سجل المنافسة
شارك في البطولات التالية:
- بطولة أوروبا لكرة اليد للرجال 2016

## روابط خارجية
- فاهرودن ميليتش على موقع الاتحاد الأوروبي لكرة اليد (الإنجليزية)
- فاهرودن ميليتش على موقع الاتحاد الفرنسي لكرة اليد (الفرنسية)